# Sylvia Rivera Law Project
Le Sylvia Rivera Law Project (SRLP) est une association d'aide juridique, basée à New York, à la Miss M'ajor-Jay (Bâtiment pour la Justice Sociale) , qui sert les personnes transsexuelles, transgenres et de genre non-conforme. L'association a été créée en août 2002 par le procureur et militant transgenre pour les droits civiques, Dean Spade. Le projet a été nommé pour Sylvia Rivera, une militante transgenre et vétérane des Émeutes de Stonewall de 1969, qui est décédée la même année où la SRLP a été formée.

## Objectifs
Le projet a publié l'énoncé de sa mission : 
Les buts de l'association sont de fournir l'accès aux services juridiques pour les personnes transgenres, intersexes, et de genre non-conforme ayant de faibles revenus, afin de
fournir une éducation publique et obtenir une réforme des politiques pour cesser la discrimination basée sur l'identité de genre et son expression. L'association vise également à construire une organisation collective qui développe le leadership des personnes de couleur transgenres, intersexes, et d'identité de genre non-conforme, tout en participant à un plus large mouvement pour la justice ethnique, sociale, et économique.

## Zones de travail
Les avocats et les militants SRLP travaillent sur une variété de causes, notamment la lutte contre la discrimination, la justice pénale, les établissements séparés par genre, et les documents d'identité.

## Valeurs fondamentales/Vision
Les membres de SRLP reconnaissent que le système est le problème, en ce qui concerne la discrimination à l'égard des genres. Les membres travaillent avec toutes les communautés opprimées dans l'obtention de l'objectif commun de l'égalité. SRLP a un environnement de travail qui ne permet pas de placer les membres selon un système de hiérarchie.